# Municipio de Spencer (condado de Lucas)
El municipio de Spencer (en inglés: Spencer Township) es un municipio ubicado en el condado de Lucas en el estado estadounidense de Ohio. En el año 2010 tenía una población de 1882 habitantes y una densidad poblacional de 59,86 personas por km².

## Geografía
El municipio de Spencer se encuentra ubicado en las coordenadas 41°38′42″N 83°47′23″O / 41.64500, -83.78972. Según la Oficina del Censo de los Estados Unidos, el municipio tiene una superficie total de 31.44 km², de la cual 31,44 km² corresponden a tierra firme y (0 %) 0 km² es agua.

## Demografía
Según el censo de 2010, había 1882 personas residiendo en el municipio de Spencer. La densidad de población era de 59,86 hab./km². De los 1882 habitantes, el municipio de Spencer estaba compuesto por el 68,86 % blancos, el 24,23 % eran afroamericanos, el 0,43 % eran amerindios, el 0,74 % eran asiáticos, el 1,01 % eran de otras razas y el 4,73 % eran de una mezcla de razas. Del total de la población el 5,1 % eran hispanos o latinos de cualquier raza.